# Чемпионат СССР по боксу 1973
39-й чемпионат СССР по боксу проходил 18 — 25 ноября 1973 года во Дворце спорта Вильнюса (Литовская ССР).

## Медалисты
| Весовая категория                   | Золото                                            | Серебро                                            | Бронза                                                                                       |
| ----------------------------------- | ------------------------------------------------- | -------------------------------------------------- | -------------------------------------------------------------------------------------------- |
| Первый наилегчайший вес (до 48 кг)  | Сурен Дурян «Динамо» (Ереван)                     | Евгений Юдин «Труд» (Профсоюзы) (Куйбышев)         | Анатолий Клюев Вооружённые силы (Краснодар) Александр Ткаченко «Динамо» (Донецк)             |
| Второй наилегчайший вес (до 51 кг)  | Виктор Литвинов «Труд» (Профсоюзы) (Краснодар)    | Бабан Надыров «Трудовые резервы» (Москва)          | Леонид Бугаевский «Динамо» (Одесса) Валерий Стрельников «Буревестник» (Москва)               |
| Легчайший вес (до 54 кг)            | Давид Торосян «Трудовые резервы» (Ереван)         | Владимир Пиотковский «Авангард» (Профсоюзы) (Киев) | Борис Зориктуев «Буревестник» (Москва) Евгений Тимофеев Вооружённые силы (Хабаровск)         |
| Полулёгкий вес (до 57 кг)           | Валериан Соколов Вооружённые силы (Чебоксары)     | Ашот Аветисян «Буревестник» (Ереван)               | Анатолий Волков «Зенит» (Профсоюзы) (Москва) Вячеслав Гриднев «Труд» (Профсоюзы) (Орск)      |
| Лёгкий вес (до 60 кг)               | Владимир Харченко «Авангард» (Профсоюзы) (Жданов) | Валерий Львов «Динамо» (Чебоксары)                 | Борис Минникаев «Буревестник» (Куйбышев) Анатолий Никитенко Вооружённые силы (Львов)         |
| Первый полусредний вес (до 63,5 кг) | Анатолий Камнев Вооружённые силы (Москва)         | Владимир Розенбаум «Динамо» (Оренбург)             | Владимир Золотарёв «Авангард» (Профсоюзы) (Киев) Анатолий Самойлов Вооружённые силы (Москва) |
| Второй полусредний вес (до 67 кг)   | Валерий Удовик «Трудовые резервы» (Волгоград)     | Владимир Юдин «Буревестник» (Фергана)              | Олег Лифанов Вооружённые силы (Киев) Вячеслав Бодня «Трудовые резервы» (Ашхабад)             |
| Первый средний вес (до 71 кг)       | Александр Шипилов Вооружённые силы (Москва)       | Леонид Шапошников Вооружённые силы (Львов)         | Борис Опук «Динамо» (Ленинград) Олег Толков «Трудовые резервы» (Профсоюзы) (Киев)            |
| Второй средний вес (до 75 кг)       | Анатолий Климанов «Авангард» (Жданов)             | Руфат Рискиев «Динамо» (Ташкент)                   | Анатолий Куриков «Спартак» (Петрозаводск) Юозас Юоцавичус «Жальгирис» (Профсоюзы) (Каунас)   |
| Полутяжёлый вес (до 81 кг)          | Олег Коротаев «Буревестник» (Москва)              | Геннадий Очулин Вооружённые силы (Горький)         | Юрий Быстров Вооружённые силы (Москва) Николай Анфимов «Спартак» (Самарканд)                 |
| Тяжёлый вес (свыше 81 кг)           | Евгений Горстков «Зенит» (Орск)                   | Пётр Заев «Динамо» (Липецк)                        | Гаджудин Гаджиев Вооружённые силы (Львов) Николай Аксёнов «Труд» (Профсоюзы) (Северодвинск)  |